# ويلفريد مور
ويلفريد مور (بالإنجليزية: Wilfred Moore)‏ هو سياسي كندي، ولد في 14 يناير 1942 في هاليفاكس في كندا. حزبياً، نشط في الحزب الليبرالي الكندي وكتلة مجلس الشيوخ الليبرالي ‏ (29 يناير 2014 – ). وقد انتخب عضو مجلس الشيوخ الكندي.